# Friedrich-Carl Sarre
Friedrich-Carl Sarre (* 25. August 1901 in Berlin; † 1968) war ein deutscher Jurist und Rechtsanwalt.

## Leben
Friedrich-Carl Sarre war der Sohn des Kunsthistorikers und Museumsdirektors Friedrich Sarre und seiner Frau Maria, geb. Humann, Tochter des Archäologen Carl Humann. Er wuchs in wohlhabenden Verhältnissen in der elterlichen Villa Sarre in Neubabelsberg auf. Nach dem Besuch des Viktoria-Gymnasiums in Potsdam studierte er Jura in Berlin, Freiburg im Breisgau, München, Paris und Breslau, wo er 1923 zum Dr. jur. promovierte.
In Berlin hatte er in der Viktoriastraße 33 eine Rechtsanwaltskanzlei mit Eduard Wätjen, dem Ehemann seiner Schwester Irene. Von Anfang 1940 bis zu seiner Verhaftung 1944 war Helmuth James Graf von Moltke als Rechtsanwalt in der Kanzlei Sarre/Wätjen tätig. Wätjen und von Moltke waren aktiv am Widerstand gegen den Nationalsozialismus beteiligt, über seine ebenfalls daran beteiligte Schwester Marie-Louise Sarre kannte Friedrich-Carl Sarre weitere Personen aus diesem Kreis.
Friedrich-Carl Sarre war Mitglied verschiedener Aufsichtsräte, so etwa der Europäischen Tanklager- und Transport AG. Er war Aufsichtsratsvorsitzender des S. Fischer Verlages und übernahm im April 1936 mit Peter Suhrkamp die Stimmrechte von Hedwig Fischer, der Witwe von Samuel Fischer im Aufsichtsrat.
1941 war Sarre mit Joachim Entzian von der Dresdner Bank an der Einrichtung von Tarnfirmen in der Schweiz beteiligt, die für die deutsche Kriegsmarine arbeiteten.
Im Januar 1946 war er bei der Neugründung der Berliner Rechtsanwaltskammer Mitglied des Vorstands. Im Februar 1946 setzte er sich bei Karl Loewenstein vom OMGUS für die Freilassung von Carl Schmitt ein.
Ab Ende der 1940er Jahre hatte er seine Kanzlei in Frankfurt am Main, Roßmarkt 14. Für die Dresdner Bank war er 1949 als Rechtsvertreter in Fällen der Rückerstattung tätig. Er war Mitglied in zahlreichen Aufsichtsräten, so etwa 1951 im Aufsichtsrat der NITAG. 1962 war er Vorsitzender des Aufsichtsrats der Westbank AG, Frankfurt, und Aufsichtsratsmitglied der Berliner AG für Industriebeteiligungen, Berlin, der Mercedes Büromaschinenwerke AG, Frankfurt, der Adrema-Werke GmbH in Berlin, der Metro-Goldwyn-Mayer Film AG in Frankfurt und der Khasana GmbH. Dr. M. Albersheim in Frankfurt.
1941 heiratete er Gabriella Schwalbach († 1971).

## Veröffentlichungen
- Goldgrundpfänder. Dissertation Breslau 1923.
- LG Frankfurt/Main 13. Februar 1954 2/6 O 110/53. In: Gewerblicher Rechtsschutz und Urheberrecht 56,1954, S. 462–466.
- Zur Vorführungsverpflichtung bei Filmen mit Überlänge. In: Archiv für Urheber-, Film-, Funk- und Theaterrecht 38, 1962, S. 72–81.
- Haftungsdurchgriff bei Kapitalgesellschaften. In: Berliner Anwaltsblatt 1964, 3/4, S. 3–7; 1965, 1/2, S. 3–11.